# فلوزون

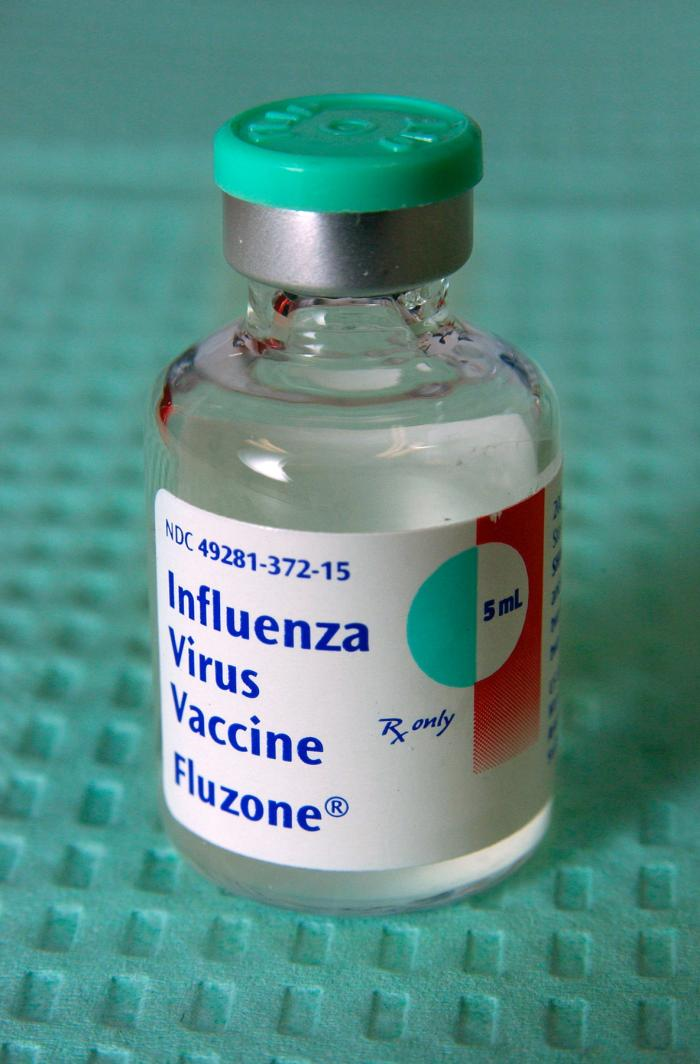
عقار فلوزون

فلوزون (بالإنجليزية: Fluzone)‏ هو الاسم التجاري للقاح ضد فيروس الانفلونزا، ينتج من شركة سانوفي باستور الأمريكية. وهو لقاح يقسم الفيروس، والذي ينتج عن اضطراب كيميائي لفيروس الإنفلونزا. لذلك، فإنه غير قادر على التسبب في المرض.